# Hiawatha, Iowa
Hiawatha är en stad (city) i Linn County, i delstaten Iowa, USA. Enligt United States Census Bureau har staden en folkmängd på 7 113 invånare (2011) och en landarea på 10,9 km².